# Albert Grühn
Friedrich Wilhelm Albert Grühn, auch Gruehn (* 22. Apriljul. / 4. Mai 1859greg. im kurländischen Flecken Kandau, heute: Kandava, Lettland; † 11. Maijul. / 24. Mai 1906greg. im Lubbenschen Wald, Kirchspiel Erwahlen bei Talsen, Gouvernement Kurland, heute: Ārlava, Lettland), lettisch Frīdrihs Vilhelms Alberts Grīns, war ein deutschbaltischer evangelischer Theologe und Märtyrer des 20. Jahrhunderts.

## Leben
Albert Grühn, Sohn des Kaufmanns und Kandauschen Fleckenvorstehers August Grühn (1833–1911) und der Auguste Grühn, geb. Streit (1833–1916), wurde bereits in seiner Jugend stark von der pietistisch orientierten Mutter geprägt. Er wurde von 1868 bis 1871 in einer Privatschule in Kandau, von 1871 bis 1879 in der Bergmannschen Knabenschule in Doblen, heute Dobele, unterrichtet und besuchte von 1874 bis 1879 das Gymnasium in Mitau, heute Jelgava. 1879 bestand er sein Abitur-Examen am Rigaschen Gymnasium und studierte von 1880 bis 1884 an der Kaiserlichen Universität Dorpat Evangelische Theologie. Die Konsistorial-Examina bestand Grühn 1884 in Mitau und hielt das Praktische Jahr bei Pastor Hans Friedrich Bernewitz in Kandau. 1885 wurde er in Mitau ordiniert und war anschließend Pastor adjunct in Samiten (Zemīte) bei Pastor Edmund Arnold Steinfeld, der ihn in den Finessen der lettischen Sprache unterrichtete. Ab 1886 war Grühn Pastor in der kleinen „Hungerpfarre“ Balgallen (Balgale) und übernahm 1891 die große Gemeinde Erwahlen (Ārlava) mit den Filialkirchen im Flecken Saßmacken (Valdemārpils), und dem am Ostseestrand gelegenen Rohjen (Roja). Aus der 1885 mit Valentine Freiberg (1861–1949) geschlossenen Ehe stammen  drei Töchter und fünf Söhne, darunter der Religionspsychologe Werner Gruehn.
Grühn setzte sich nicht nur für die Verbesserung des Schulwesens und die sozialen Belange seiner Gemeinde ein, sondern bemühte sich auch um die von der Gesellschaft isolierten leprakranken Menschen, für die er mit Unterstützung wohlhabender Bauern und Adliger ein Leprosorium errichten ließ. In der Zeit der Russischen Revolution 1905 erhielt er Morddrohungen von Revolutionären, verließ aber seine Gemeinde nicht. Als das Konsistorium seinen Pastoren freistellte, ihr Amt zeitweilig aufzugeben, äußerte Grühn, er wolle das Amt, wohin ihn Gott gestellt, nicht verlassen. Kosaken, die abgesandt wurden, die Gottesdienste vor Störungen zu schützen, wies er ab. Am Morgen des Himmelfahrtstages 1906 wurde Albert Grühn auf der Fahrt zur Konfirmation in Rohjen von einer siebenköpfigen revolutionären Bande im Lubbenschen Wald aus dem Hinterhalt überfallen und erschossen. In der Düna-Zeitung vom 20. Mai 1906 stand „Ein altes Mütterchen aus dem Armenhause kniet am Sarge laut sprechend: ‚Du lieber Pastor, bitte Gott, er möge gnädigst die große Sünde verzeihen, die die lettischen Leute an dir verübt und uns Arme und Waisen vaterlos gemacht, denn er war unermüdlich bereit, uns nicht nur mit Worten zu trösten, sondern auch durch die Tat beizustehen‘“. Grühns Grab auf dem Erwahlenschen Friedhof wird noch heute von der lettischen Gemeinde gepflegt.
Das gleiche Schicksal wie Grühn erlitten in den Jahren 1905 bis 1907 vier weitere evangelische Geistliche, nämlich Karl Schilling († 10. Septemberjul. / 23. September 1905greg.), Propst Ludwig Zimmermann († 18. Augustjul. / 31. August 1906greg. in Lennewarden), Wilhelm Taurit († 23. Novemberjul. / 6. Dezember 1906greg.) und Julius Busch († 29. Julijul. / 11. August 1907greg. in Nerft).
Im Mai 1909 hielt der livländische Abgeordnete Baron Hans von Rosen eine Rede vor der Duma, in welcher er die Morde an dem orthodoxen Priester Jānis Līcis und den evangelischen Geistlichen erwähnte. Er bezeichnete sie dabei als Märtyrer, betonte die Bedeutung auch der evangelischen Geistlichen als Stützen des Staates und warb für ein Ende der gesetzlichen Benachteiligung der evangelischen Kirche gegenüber der orthodoxen.

## Porträtfoto
- Porträtfoto Albert Grühns (ganz oben, ganz rechts)